# Haa
Haa, Ha o Has (en dzongkha: ཧཱ / ཧས) es un thromde (pueblo) de Bután. Sede administrativa del distrito homónimo.

## Geografía

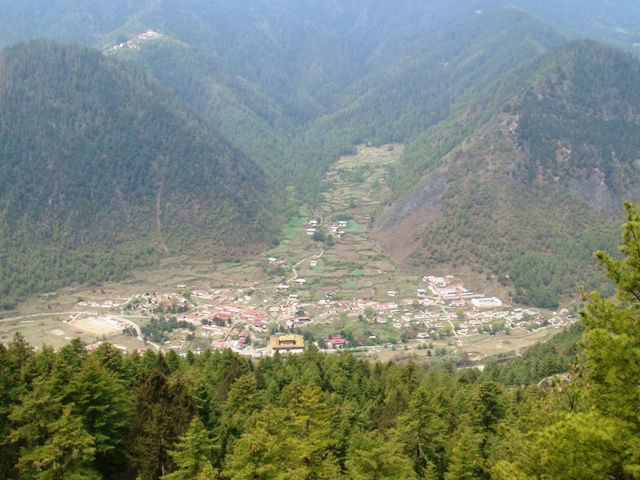
Vista del valle Haa

Haa está situado sobre el valle del río Haa-Chhu (río Haa), al centro-oeste de Bután. Cerca de la frontera con Sikkim, siendo su distrito una de las regiones más aisladas y menos visitadas de Bután. Los paisajes están dominados por bosques alpinos y picos montañosos típicos del Himalaya. El pueblo se ha desarrollado a lo largo del este mismo río.

## Urbanismo

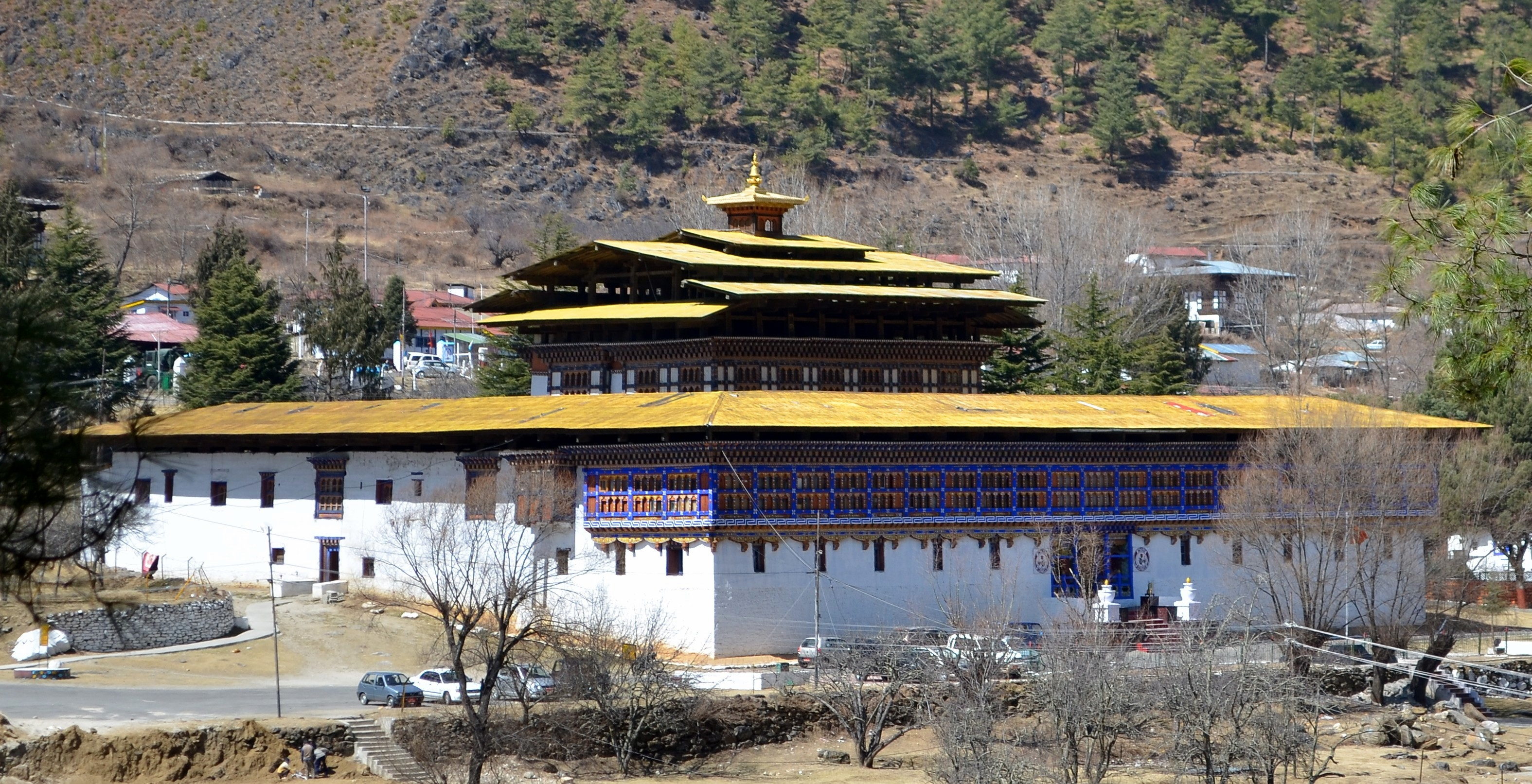
El dzong de Haa

El pueblo se puede dividir en dos sectores distintos, la parte norte de la ciudad cuenta con el bazar central, las principales tiendas y restaurantes, mientras que la mitad sur de la ciudad está acantonada por un campamento IMTRAT (Equipo de Entrenamiento Militar Indio) y otro campo de entrenamiento del ejército de Bután y Guardia Real Butanesa. De forma bastante singular, Wangchulo Dzong se encuentra dentro del recinto IMTRAT. Este es uno de los dzongs —Dzong Haa más recientes, pues fue construido en 1913.
En las proximidades de la ciudad se encuentran dos templos budistas: Lhakhang Karpo («templo blanco») y Lhakhang Nagpo («templo negro»), que según cuenta la leyenda, fueron construidos por mandato del emperador tibetano Songtsen Gampo en el siglo VII, destinados a combatir al demonio que cubría el Himalaya. Ubicados entre los 108 templos más afamados. Fueron visitados por Padmasambhava, Machig Labdrön y Shabdrung.
Al norte del valle se encuentra el monasterio de Haa-gompa, en el que se celebran los festivales tsechu en el décimo y undécimo mes del calendario tibetano.

## Economía
La principal actividad económica de la localidad es el cultivo y producción de arroz, el pastoreo de yaks y el comercio con la vecina China.